# Maravilha (Santa Catarina)
Maravilha is een gemeente in de Braziliaanse deelstaat Santa Catarina. De gemeente telt 23.099 inwoners (schatting 2009).